# Бегишево (аэропорт)
Аэропорт Бе́гишево имени Н. В. Лемаева (тат. Николай Лемаев исемендәге Бигеш Аэропорты; ИАТА: NBC, ИКАО: UWKE) — международный аэропорт федерального значения в Татарстане.
Обслуживает города Набережные Челны, Нижнекамск, Елабуга, Альметьевск и др. Аэропорт также пользуется спросом у жителей Ижевска, так как является ближайшим к нему международным аэропортом.
Расположен в Тукаевском районе в 19 км к юго-востоку от центра Нижнекамска и 27 км к юго-западу от центра Набережных Челнов.
Собственником аэропорта является ПАО «КАМАЗ».

## История
Построен в 1970—1971 гг.. Первый рейс совершён 25 декабря 1971 экипажем самолета АН-24.
В 1998 году аэропорт распоряжением правительства получил статус международного.
В ноябре 2011 года в аэропорту начата реконструкция, целью которой является задача превратить Бегишево в аэропорт категории C.
В июне 2016 года начался ремонт перрона, а также было запланировано уложить новый асфальт возле здания аэровокзала, отремонтировать рулёжные дорожки и установить светосигнальное оборудование.
В феврале 2018 года аэропорт получил награду «Лучший аэропорт 2017» в категории «Международный аэропорт с пассажиропотоком до 2 миллионов пассажиров в год».

## Технические данные
ВПП размером 2499×42 м, три рулёжные дорожки, способная принимать воздушные суда типа Ил-76, Ту-214, Airbus A320, Boeing 767 и более лёгкие, а также вертолёты всех типов. Классификационное число ВПП (PCN) 44/R/C/X/T (смешанное).
Пропускная способность аэровокзала — 400 человек в час, международный сектор может обслужить 100 пассажиров в час. Имеется гостиница на 230 мест, склад ГСМ с резервуарным парком свыше 10000 м³. В состав аэропорта входят также грузовой склад ёмкостью 170 тонн, цех бортового питания. На территории имеется таможенный склад временного хранения (СВХ).

## Авиакомпании и направления
По состоянию на лето 2024 года имеются следующие направления: Москва, Санкт-Петербург, Сочи, Минеральные Воды, Нижневартовск, Сургут
Лидеры среди авиакомпаний — Аэрофлот, Победа, Nordwind Airlines, Россия.
Из международных направлений полеты осуществляют: Corendon Airlines в Анталью и Ир Аэро в Баку.
Является базой для проведения лётной практики студентов СПбГУГА на самолетах Diamond DA42

## Показатели деятельности
| Год                    | 2007    | 2008    | 2009    | 2010    | 2011    | 2012    | 2013    | 2014    | 2015    | 2016    | 2017    | 2018    | 2019    | 2020    | 2021    |
| Пассажиропоток пассаж. | 149 821 | 160 960 | 172 577 | 268 653 | 293 890 | 292 352 | 332 000 | 407 000 | 366 343 | 380 997 | 587 775 | 777 263 | 785 085 | 428 804 | 643 977 |
| Взлётов-посадок        | 2 168   | 2 158   | 2 136   | 3 023   | 3 476   |         |         |         |         |         |         |         |         |         |         |
| Обработано грузов т    | 339     | 398     | 241     | 336     | 378     |         |         |         | 371     | 500     |         |         |         |         |         |

| Год             | 2007  | 2008    | 2009    | 2010    | 2011    |
| Выручка         | 2 722 | 269 223 | 332 028 | 474 171 | 524 200 |
| Валовая прибыль | 72    | 14 237  | 26 435  | 63 935  | 62 747  |
| Чистая прибыль  | 26    | 3 805   | 520     | 13 135  | 17 928  |